# 29157 Higashinihon
29157 Higashinihon este un asteroid din centura principală de asteroizi.

## Descriere
29157 Higashinihon este un asteroid din centura principală de asteroizi. A fost descoperit pe 11 martie 1989 la Geisei de Tsutomu Seki. Asteroidul prezintă o orbită caracterizată de o semiaxă mare de 2,29 ua, o excentricitate de 0,11 și o înclinație de 6,2° în raport cu ecliptica.